# Polyura cognatus
Polyura cognatus är en fjärilsart som beskrevs av Snellen van Vollenhoven 1861. Polyura cognatus ingår i släktet Polyura och familjen praktfjärilar. Inga underarter finns listade i Catalogue of Life.